# Polarización elíptica
En electrodinámica, la polarización elíptica es la polarización de la radiación electromagnética de forma  que la punta del vector de campo eléctrico describe una elipse en cualquier plano fijo, interseccionando, o es normal a, la dirección de propagación. Una onda polarizada elípticamente puede ser resuelta en dos ondas polarizadas linealmente en cuadratura de fase, con sus planos de polarización en ángulos rectos entre sí. Dado que el campo eléctrico puede girar en sentido horario o en sentido contrario, ya que se propaga, las ondas polarizadas elípticamente exhiben quiralidad.
Otras formas de polarización, tales como la circular y la lineal, se pueden considerar como casos especiales de la polarización elíptica.